# Gonzaga: de Pai pra Filho
Gonzaga de Pai pra Filho é um filme de drama brasileiro de 2012, dirigido por Breno Silveira, escrito por Patrícia Andrade e estrelado por Chambinho do Acordeon e Júlio Andrade. Inspirado na biografia dos cantores Luiz Gonzaga e Gonzaguinha, pai e filho respectivamente, o longa foi lançado nos circuitos nacionais.
Em 26 de outubro de 2012 e foi transmitido pela Rede Globo em formato de microssérie, entre 17 e 20 de janeiro de 2013, em 4 capítulos. A microssérie foi reapresentada pelo Viva de 11 de junho a 2 de julho de 2022, substituindo O Bem-Amado e sendo substituída por Amor em Quatro Atos, com exibição aos sábados no horário das 20h30.

## Sinopse
Luiz Gonzaga decide mudar seu destino e sai de casa jovem para a cidade grande para apagar uma tristeza amorosa. Ao chegar conhece uma mulher por quem se apaixona, a Odaleia (Nanda Costa). Após o nascimento do filho e complicações de saúde da esposa, ele decide voltar para a estrada para garantir os estudos e um futuro melhor para o herdeiro. Ele tem um amigo no Rio de Janeiro e com ele deixa o pequeno e sai pelo Brasil afora.
Só não imaginava que essa distância entre eles faria crescer uma complicada relação, potencializada pelas personalidades fortes de ambos. Baseada em conversas realizadas entre pai e filho, essa é a história de Luiz Gonzaga, um cantor e sanfoneiro conhecido como Rei do Baião ou Gonzagão. Já seu filho Gonzaguinha, é com esse nome que ficou conhecido.

## Elenco
- Chambinho do Acordeon como Luiz Gonzaga[4][5]
  - Land Vieira como Luiz Gonzaga (adolescente)
  - Adelio Lima como Luiz Gonzaga (idoso)[6]
- Júlio Andrade como Gonzaguinha
  - Giancarlo Di Tommaso como Gonzaguinha (adolescente)
- Nanda Costa como Odaleia[7]
- Magdale Alves como Helena
  - Roberta Gualda como Helena (jovem)
- Anna Aguiar como Nazinha Deolindo
  - Cecília Dassi como Nazinha Deolindo (jovem)
- Domingos Montagner como Coronel Raimundo Deolindo
- Sílvia Buarque como Dina Pinheiro[8]
- Luciano Quirino como Xavier Pinheiro
- Claudio Jaborandy como Januário Gonzaga[9]
- Cyria Coentro como Santana Gonzaga
- Zezé Motta como Priscila
  - Olívia Araújo como Priscila (jovem)
- João Miguel como Miguelzinho
- Cássio Scapin como Ary Barroso
- Xandó Graça como Sargento Loyola
- Thalma de Freitas como Cantora do dancing

## Produção

### Desenvolvimento
Em setembro de 2010, foi anunciado que o filme entraria em produção. No início apenas uma fita cassete e um livro serviu como fonte para iniciar o roteiro do filme. A fita é composta por Gonzaguinha falando sobre o seu pai, e o livro é "Gonzaguinha e Gonzagão: Uma História Brasileira", de Regina Echeverria. O diretor Breno Silveira disse que não rodaria mais nenhuma biografia, promessa quebrada, e fez o filme-biografia de Era uma vez e depois entrou no projeto de fazer a biografia de Luiz Gonzaga.
| “ | Não tinha nenhuma pretensão de continuar fazendo este tipo de filme, seguindo as pessoas famosas, até porque choveu gente querendo que eu contasse a vida delas. | ” |

Em junho de 2011 a produtora Conspiração Filmes emitiu nota procurando atores para representarem o cantor e compositor Luiz Gonzaga. Nivaldo Expedito de Carvalho, mais conhecido como Chambinho do Acordeon, foi selecionado entre mais de 5 mil candidatos para interpretar Luiz Gonzaga. Um ator que nunca tinha atuado antes. A sua inscrição foi feita por sua esposa.

### Filmagens
As filmagens começaram em 10 de novembro de 2011, com a gravação de um show no Marco Zero, no Recife, com as presenças de Chambinho do Acordeon, Nando Cordel, Jozildo Sá e Santana. Depois, a equipe retomou as filmagens em fevereiro de 2012, com locações nas cidades de Exu, onde Luiz Gonzaga nasceu, Rio de Janeiro e nos arredores da Serra do Araripe.
Em abril de 2011, as filmagens ocorreram em Passa Quatro, onde foram filmadas cenas da Revolução Constitucionalista de 1932 e encenaram momentos da batalha no Túnel da Mantiqueira, para dar aquele toque de realismo.

## Recepção

### Critica
O critico Roberto Cunha do website AdoroCinema deu 4 de 5 estrelas para o filme. O critico disse que o filme possui "um elenco de desconhecidos de tirar o chapéu, de cangaço". Roberto finaliza a seu elogio ao filme relatando que "não assistir Gonzaga - De Pai pra Filho é tapar os ouvidos para uma grande (e dolorosa) história musical de dois caras talentosos que precisavam se entender, mostrada numa produção arretada de bom e, o melhor, não precisa ser fã".

### Bilheteria
O filme ficou em uma boa posição dos filmes com as melhores bilheterias na semana de estreia. Só perdeu para 007 - Operação Skyfall, Atividade Paranormal 4 e Até que a Sorte nos Separe. Em seus três primeiros dias em cartaz o filme atraiu mais de 190 mil espectadores aos cinemas e, arrecadado 2,29 milhões de dólares, performance que lhe garantiu o posto de 4.ª melhor abertura nacional do ano.
Sendo relatado em diversos sites que o filme teve uma batalha acirrada com outro sucesso de bilheteria, a comédia Até que a Sorte nos Separe, com Leandro Hassum, que levou, ao todo, dois milhões de espectadores em seus dias de cartaz no cinema nacional.